# Georgische Hoge Raadverkiezing 1990
De verkiezingen voor de Hoge Raad van Georgië van 1990 vonden plaats op 28 oktober en 11 november van dat jaar. Dit waren de eerste vrije en meerpartijen-verkiezingen in de Georgische Sovjetrepubliek voor de Hoge Raad van Georgië, de opvolger van de Opperste Sovjet van de sovjetrepubliek. Er deden in totaal 31 partijen aan de verkiezingen mee, waarvan 25 deel waren van een van de vijf verkiezingsblokken. De verkiezingen vonden plaats tijdens het losmaken van de Georgische republiek van de Sovjet-Unie en het uiteenvallen van de Sovjet-Unie en werden gewonnen door het blok "Ronde Tafel — Vrij Georgië" onder leiding van nationalist en aanjager van de onafhankelijkheidsstrijd Zviad Gamsachoerdia.

## Achtergrond
Toen de Sovjet-Unie onder leiding van Michail Gorbatsjov begin 1990 de sovjetrepublieken toestond verkiezingen te houden, organiseerde de Georgische Communistische Partij deze ook op 25 maart van dat jaar. De Communistische Partij zou hier als enige partij aan mee mogen doen. Vijf dagen voor deze plaats zouden vinden werden ze onder druk van de radicale oppositie uitgesteld naar het najaar van 1990. Oppositieleiders zoals Zviad Gamsachoerdia, Gia Tsjantoeria (Nationaal-Democratische Partij) en Irakli Tsereteli (Nationale Onafhankelijkheidspartij) behaalden hiermee een eerste succes in het openen van de democratie in Georgië, waarna in de daaropvolgende maanden een kieswet werd aangenomen. Terwijl Gamsachoerdia deze koers steunde, organiseerde de radicale oppositie onder leiding van Tsjiantoeria en Tsereteli verkiezingen voor een eigen Nationaal Congres en boycotten ze de centrale verkiezingen in oktober. Gamsachoerdia sprak hierover als zijnde illegale en vervalste verkiezingen.
In november 1989 had de Georgische Opperste Sovjet al de eigen grondwet en wetten boven die van de Sovjet-Unie geplaatst. In maart 1990 ging het een stap verder door de staatssoevereiniteit te garanderen en werd het machtsmonopolie van de communistische partij uit de grondwet verwijderd. Tevens werd de Sovjet-inval en annexatie van de Democratische Republiek Georgië in februari 1921 illegaal en een oorlogsmisdaad verklaard. Het Unieverdrag tussen de Russische SFSR en de Georgische SSR werd ongeldig verklaard en er werden gesprekken geëist voor het herstel van de Georgische onafhankelijkheid.

## Kiesstelsel
Op 17 augustus 1990 was er een nieuwe kieswet aangenomen die bepaalde dat de verkiezingen werden gehouden door middel van een gemengd kiesstelsel. Er werd bepaald dat 250 afgevaardigden in de Hoge Raad verkozen zouden worden voor de duur van vijf jaar. Hiervan zouden er 125 verkozen worden via evenredige vertegenwoordiging door een stem op een partijlijst met een kiesdrempel van 4%. De overige 125 werden verkozen door middel van enkelvoudige districten op basis van een tweerondensysteem met een drempel van 50%. De enkelvoudige districten werden ingedeeld op basis van de rajons van Georgië, waarbij sommige rajons vanwege de hoeveelheid kiesgerechtigden in meerdere kiesdistricten werden verdeeld.
De kieswet bepaalde tevens dat partijen een nationale reikwijdte moesten hebben, waarmee zoveel bedoeld werd dat er geen regionale partijen mee mochten doen. Door met name de Osseten werd dit als een vijandige stap jegens hun nationalistische Ademon Nychas gezien. Kort voor de Georgische verkiezingen verklaarden de Osseten hun eigen Sovjetrepubliek, wat enkele maanden later escaleerde in de burgeroorlog in Zuid-Ossetië.

## Partijen
Er hadden zich 35 partijen aangemeld bij de centrale verkiezingscommissie voor deelname aan de verkiezingen. Acht hiervan wilden op zichzelf meedoen en de overige 27 partijen hadden zich gegroepeerd in zes verkiezingsblokken. De verkiezingscommissie deelde de lijstnummers 1 tot en met 14 uit aan de veertien lijsten die elk minimaal 125 en maximaal 250 kandidaten moesten bevatten. Uiteindelijk bleven er elf lijsten over, verdeeld over zes onafhankelijke partijen en vijf verkiezingsblokken.

## Resultaten
De "Ronde Tafel — Vrij Georgië" van Zviad Gamsachoerdia won de verkiezingen met een absolute meerderheid van de stemmen (54%) en won daarmee een ruime meerderheid van 155 van de 250 zetels. De Georgische Communistische Partij werd tweede met bijna 30% van de stemmen. Geen enkele andere partij of verkiezingsblok behaalde de kiesdrempel. Wel wonnen een aantal partijen nog zetels via de enkelvoudige districten. In meer dan de helft was een tweede ronde nodig. In de Abchazische districten Goedaoeta en Tkvartsjeli, en de Zuid-Ossetische districten Tschinvali en Dzjava konden geen afgevaardigden worden verkozen en werden de verkiezingen herroepen. Deze zetels bleven daardoor nog vacant. 
De nieuwe Hoge Raad werd op 14 november ingezegend en koos Gamsachoerdia als voorzitter. Tengiz Sigoea werd benoemd tot voorzitter van de ministerraad. De Raad nam meteen een aantal belangrijke besluiten. Allereerst nam het een wet aan voor een overgangsperiode van de Republiek Georgië, waarin de "fundamenten voor het herstel van de onafhankelijkheid van Georgië moeten worden gelegd". Zo werd de Georgische Socialistische Sovjetrepubliek hernoemt in de Republiek Georgië, werd de oude vlag van de Democratische Republiek Georgië in ere hersteld en kwam er een nieuw volkslied.
|                                         | Blok "Ronde Tafel — Vrij Georgië" * Unie van Helsinki * Sint Ilja de Rechtvaardige Genootschap * Merab Kostava Genootschap * Unie van Georgische Traditionalisten * Nationaal Front - Radicale Unie * Liberale Democratische Unie * Nationale Christelijke Partij                | 1.248.111 | 53,99  | 81  | 33 | 41 | 155 |  |  |  |  |  |  |  |
|                                         | Georgische Communistische Partij | 683.824   | 29,58  | 44  | 17 | 3  | 64  |  |  |  |  |  |  |  |
|                                         | Blok "Consent, Vrede, Wedergeboorte" * Unie van Nationale Eenheid en Wedergeboorte * Partij voor Vrede en Vrijheid | 80.262    | 3,47   | 0   | 0  | 0  | 0   |  |  |  |  |  |  |  |
|                                         | Blok "Vrijheid" * Republikeinse Federalistische Partij * "Troupe" - Democratische Keuze voor Georgië * Liberaal-Democratische Nationale Partij * Groene Partij * Vereniging van Nationale Overeenstemming * Christen-Democratische Unie                                          | 71.602    | 3,10   | 0   | 0  | 0  | 0   |  |  |  |  |  |  |  |
|                                         | Georgisch Genootschap Roestaveli | 53.673    | 2,32   | 0   | 0  | 1  | 1   |  |  |  |  |  |  |  |
|                                         | Volksfront | 43.771    | 1,89   | 0   | 1  | 11 | 12  |  |  |  |  |  |  |  |
|                                         | Blok "Democratisch Georgië" * Ilja Tsjavtsjavadze Genootschap * Republikeinse Partij * Unie van Vrije Democraten * Ivane Javachishvili Genootschap * Artsjil Dzjordzjadze Genootschap * Democratisch Volksfront * "Nationale Partij van de Georgische Demografische Samenleving" | 40.769    | 1,76   | 0   | 1  | 3  | 4   |  |  |  |  |  |  |  |
|                                         | Blok "Bevrijding en Economische Wedergeboorte" * Constitutionele Democratische Partij * Progressieve Democratische Partij * Arbeiderspartij | 33.687    | 1,46   | 0   | 1  | 0  | 1   |  |  |  |  |  |  |  |
|                                         | Sociaal-Democratische Partij van Georgië | 32.699    | 1,41   | 0   | 0  | 0  | 0   |  |  |  |  |  |  |  |
|                                         | Progressieve Partij van Georgië | 15.496    | 0,67   | 0   | 0  | 0  | 0   |  |  |  |  |  |  |  |
|                                         | Politieke Unie van Burgers – Georgische Boerenunie | 8.029     | 0,35   | 0   | 0  | 0  | 0   |  |  |  |  |  |  |  |
|                                         | Onafhankelijken |           |        |     | 4  | 5  | 9   |  |  |  |  |  |  |  |
|                                         | Vacant |           |        |     |    |    | 4   |  |  |  |  |  |  |  |
| Totaal                                  | Totaal | 2.311.923 | 100    | 125 | 57 | 64 | 250 |  |  |  |  |  |  |  |
|                                         | |           |        |     |    |    |     |  |  |  |  |  |  |  |
| Subtotaal stemmen                       | Subtotaal stemmen | 2.311.923 | 96,46  |     |    |    |     |  |  |  |  |  |  |  |
| Ongeldige / blanco stemmen              | Ongeldige / blanco stemmen | 84.797    | 3,54   |     |    |    |     |  |  |  |  |  |  |  |
| Totaal uitgebrachte stemmen             | Totaal uitgebrachte stemmen | 2.396.720 | 100,00 |     |    |    |     |  |  |  |  |  |  |  |
| Geregistreerde kiezers en opkomst       | Geregistreerde kiezers en opkomst | 3.444.002 | 69,88  |     |    |    |     |  |  |  |  |  |  |  |
| Bronnen: Bronnen: CESKO, Nohlen, iVote. | |           |        |     |    |    |     |  |  |  |  |  |  |  |